# Grote Boeddha van Lushan
De Grote Boeddha van Lushan is een standbeeld met de voorstelling van Vairocana Boeddha.
Dit boeddhabeeld staat in het landschappelijk gebied Fodushan in Zhaocun, Lushan, Pingdingshan, Henan, China. Het beeld was af in 2002 en is het op een na hoogste standbeeld ter wereld.
De Grote Boeddha van Lushan is gemaakt van koper. Het beeld heeft, inclusief de twintig meter hoge lotustroon, een hoogte van 128 meter. Als het vijfentwintig meter hoge gebouw onder de lotustroon ook meegerekend wordt, bereikt de Grote Boeddha een totale hoogte van 153 meter. Plannen voor het beeld kwamen uit, nadat het Brits-Indiase project Maitreya in het nieuws kwam.